# 长瓶小金发藓
长瓶小金发藓（学名：Pogonatum neesii），又名尼斯小金发藓，为土马鬃科小金发藓属下的一个种。

## 扩展阅读
- 維基物種上的相關：长瓶小金发藓